# Jean Sylvain Akouala
Jean Sylvain Akouala surnommé Temple né le 7 janvier 1969 à Brazzaville est un chanteur et auteur-compositeur congolais de la musique chrétienne du style gospel évangelique,.

## Carrière
Jeune, il se lance dans la vie chrétienne. Peu après il rencontre à Pointe-Noire le pasteur Lifoko du Ciel avec qui il travaille un long moment. Il sort l'opus l'ABC en 1997 qui ne bouge absolument pas le marché du disque. En 2007, il sort l'album Trop près de la frontière qui connait un grand succès,. En 2015, son troisième album Destination apparait. Il a fait de nombreuses tournées dans les pays comme l'Afrique du Sud, RD Congo, etc. Au mois de juillet 2018, un nouvel album est disponible en vente : J-Onction.

## Discographie

### Albums studio
- 1997 : ABC
- 2007 : Trop près de la frontière
- 2015 : Destination[6].
- 2018 : J-Onction [7]

### Concerts live
- 2006 : Concert Live à Johannesbourg
- 2008 : Live à Paris
- 2012 : Live à Luanda
- 2019 : Célébration "Le Nom de Jésus" : Concert Live à l'Hypnose de Lubumbashi